# Vereinigung der Deutschen Adelsverbände
Die Vereinigung der Deutschen Adelsverbände e. V. (VdDA) ist eine Organisation des deutschen Adels mit Sitz in Berlin-Charlottenburg und Geschäftsführung in Bonn.

## Geschichte
Die Vereinigung der Deutschen Adelsverbände entstand am 15. Mai 1956 als ein Zusammenschluss regionaler Adelsverbände und ist Rechtsnachfolger der in Berlin am 26. Februar 1874 gegründeten Deutschen Adelsgenossenschaft (DAG). Diese hatte im Zweiten Weltkrieg nicht nur ihre Geschäftsstelle in Berlin, sondern auch ihre mittel- und ostdeutschen Landesabteilungen verloren und war am 15. Mai 1956 in Hannover von einem Notvorstand aufgelöst worden.
Nach dem Zweiten Weltkrieg wurde die DAG nicht wiederbelebt, da sie durch den Antisemitismus ihrer Mitglieder diskreditiert war. Vielmehr waren neue Vereinigungen gegründet worden, die nicht mehr zentral gelenkt, sondern landschaftlich gegliedert waren. Diese vereinigten sich am 29. April 1954 zur Arbeitsgemeinschaft deutscher Adelsverbände, die sich wiederum mit der früheren DAG zur Vereinigung der Deutschen Adelsverbände (VdDA) zusammenschloss. Diese ist Mitglied im Dachverband der europäischen Adelsverbände (C.I.L.A.N.E.).
Zur Vereinsarbeit zählt die Verwaltung von Archivalien. Der VdDA wurde durch Verfügung des Polizeipräsidenten von Berlin am 16. November 1956 die Rechtsfähigkeit eines Privatvereins verliehen. 
Die Vereinigung erhielt von mehreren Adelsverbänden deren DAG-Akten, um die Arbeit fortführen zu können. Sie verwaltet außerdem Deposita von Familienverbänden und zahlreiche Nachlässe, darunter die Stiftung Helmut und Liselotte Besch. Zudem unterhält sie eine Bibliothek mit 5000 Bänden, darunter fast alle gedruckten Familiengeschichten adliger Familien. Die von ihr herausgegebene Schriftenreihe Aus dem Deutschen Adelsarchiv umfasst bisher elf Bände. 
Über adelsrechtliche Fragen entscheidet der vom VdDA unabhängige Deutsche Adelsrechtsausschuß. 
Derzeitiger Präsident ist Alfred Prinz von Schönburg-Hartenstein, gewählt am 19. April 2008. Zu seinen Vorgängern gehörte etwa Friedrich Franz Prinz Biron von Curland (1910–1997).
Die VdDA hatte 2013 23 Mitgliedsverbände mit zusammen etwa 8000 Mitgliedern. Derzeit sind es 22 Mitgliedsverbände.

## Verbände
- Regionale Verbände
  - Vereinigung des Adels in Baden
  - Vereinigung des Adels in Bayern
  - Vereinigung des Historischen Adels in Berlin und Brandenburg
  - Vereinigung des Adels in Bremen und Oldenburg[6]
  - Vereinigung des Adels in Hamburg und Schleswig-Holstein
  - Vereinigung des Adels in Hessen
  - Vereinigung des Adels am Mittelrhein
  - Vereinigung des Adels in Niedersachsen
  - Vereinigung pommerscher Adelsfamilien
  - Der Historische Ostpreußische Adel
  - Vereinigung des Adels im Rheinland und in Westfalen-Lippe
  - Vereinigung des Adels an der Saar
  - Der Sächsische Adel
  - Vereinigung Schlesischer Adel
  - Vereinigung des Adels in Württemberg
- Ritterschaften
  - Verband der Baltischen Ritterschaften
  - Verein der Althessischen Ritterschaft
  - Genossenschaft des Rheinischen Ritterbürtigen Adels
  - Schleswig-Holsteinische Prälaten und Ritterschaft
- Konfessionelle Verbände
  - Genossenschaft katholischer Edelleute in Bayern
  - Verein katholischen Adels Rheinland und Westfalen
  - Verein Katholischer Edelleute Südwestdeutschlands
  - Vereinigung katholischer Edelleute Schlesiens